# 하천초등학교
하천초등학교는 대한민국 경상남도 창원시에 있는 공립 초등학교이다.

## 학교 연혁
- 1947년 10월 28일: 온천국민학교 하천분교장 개교
- 1953년 3월 3일: 하천국민학교 승격 개교

## 참고 자료
- 하천초등학교 - 한국교육학술정보원 학교알리미